# 金松季歩
金松 季歩（かねまつ きほ、1989年〈平成元年〉12月22日 - ）は、日本のAV女優、元グラビアアイドル。女性アイドルグループ・AKB48の元研究生。愛知県豊橋市出身。
旧芸名は金子 さとみ、金子 智美（いずれも読みは「かねこ さとみ」）。
所属事務所はPIGROOM（ - 2020年7月31日）→リップ（2020年9月1日 - 2023年6月24日）を経て、現在はBstar（ビースター）に所属。

## 略歴
2007年、第一回研究生（4期生）オーディションにて第一回研究生（4期生）として合格。（最終審査2007年5月27日 合格者18名）
2007年11月15日以前に、AKB48としての活動を辞退。
2010年4月23日レンタル開始のVシネマ『マン・ハンティング』で初主演初ヌード（金子さとみ名義)。
2014年にグラビアアイドルに転向。
2017年7月18日、ミスアクショングランプリ2017を獲得。2018年2月24日、テレビ東京「ゴッドタン」で開催された第1回腐りグラドルグランプリでグランプリを獲得。
2018年7月、DVDリリース作品の表記されているタイトル数は11作とあるが「マジすか金子!!（2016年1月29日、S-DIGITAL）」が諸事情により廃盤になったため2018年6月21日 イーネット・フロンティアよりリリースされたDVDが記念すべき10作目「愛獣（2018年6月21日、イーネット・フロンティア）」となる。
2020年7月31日、PIGROOMを退社したことを発表。
2020年9月1日、株式会社リップに所属することを発表。
2023年6月24日、自身のTwitterにて同月末を以ってリップを退所し芸能界を引退することを報告した。25日に引退式を行った。
2024年2月27日、自身のX(旧Twitter)で金子智美から金松季歩（かねまつ　きほ）へと改名する事を報告。同日発売の光文社『FLASH』でのグラビア＆インタビューで復帰した。
2024年3月5日、同4月2日にAVメーカー「MUTEKI」からAVデビューすることを発表。デビュー作『18Gold』はイメージビデオの延長戦という演出のもと、あえてインタビューなどを入れていない。
2024年6月11日、自身のSNSにてAVメーカー「エスワン」の専属女優となり、同年7月9日にエスワンデビュー作が発売されることを報告した。また、同日に自身のYouTubeチャンネル「KIHO Channel」を開設し、初投稿の動画にて前述のS1専属女優になったこと、Bstar（ビースター）に所属していること、金松季歩として初のヌード写真集を同年7月18日に発売することを報告した。同年11月4日週FANZA通販フロアランキングでは、出演した『S1 PRECIOUS GIRLS 2024 オールスター24名大集合ハーレムアイランドSpecial』が初登場1位にランクイン。11月11日週では同作が1位。DVD版も3位ランクイン。FANZA通販フロア2024年11月度月間女優ランキングでは2位を記録。同年12月24日、光文社『FLASH』が独自集計した「FLASHセクシー女優ランキング2024」で4位を記録。
2025年2月にアサ芸シークレット読者1000名アンケートで発表された「ファンと選ぶ最も好きなセクシー女優ベスト50」第3位。
同年5月21日、台湾・台北南港展覽館2号館で行われた台湾・台北國際成人展（TRE）開催前会見に瀬戸環奈とともに出席した。

## 人物

### 人柄
アドリブは苦手。
初体験は19歳の時で、相手はバイト先で出会った人である。

### AKB
マスコミでは元AKBと呼称されることも多いが、当人は「私はその肩書を使うにふさわしい人間ではないと自覚しているので早々に使うのをやめています」とこだわりをもって使用していない。

### グラビア
イメージビデオでの露出面に限界を迎え、演出面で楽しませるため、どういうシチュエーションや設定が人気があるのかを確認するためアダルトビデオを教材として観ていた。
グラビアアイドル活動引退に際しては「みんなから貰った思いが自信となり誇りになり新たな人生ではどんなことがあっても頑張れる気がしています」と回答しており、引退理由については「『リタイア』この言葉がしっくりきます」と答えている。
また別のインタビューでは、『18禁グラドル』というイメージが浸透しすぎて、一般的なグラビアアイドルに来るような仕事のオファーが全く来なくなり仕事量が激減。仕事の幅も狭まっていったことで限界を感じ、クラドル活動に区切りを付けるため引退を決めたと明かした。

### AV
21歳の時、AKB前から世話になった人物にAV事務所に連れて行かれ、寸前のところで留まった過去があり、その人物とは「エロさが足りない」「教えてやる」と指導され、肉体的関係も持つようになっていた。後年振り返り、騙されていた、ちょっと洗脳されていたと振り返った。
2024年に入りAV女優として表舞台に復帰。「34歳という年齢もあり出演前は悩んだ」が、「グラビアで8年間頑張ってきた自分を信じて臨みました」と述べており、「自分の天職を見つけてしまった」と転向に際しての感想を表している。
AVデビューの経緯は、グラドル引退後に社会人をしながら、知人の協力を得て趣味として下着や水着のグラビア撮影を続けていたが、その中でこちらの道の方がやはり自分に合っていると再認識。しかしグラビアアイドル引退を大々的に発表した手前、グラドルとして今さら復帰は無いと考え、グラドル時代にオファーされていたMUTEKIへ自ら連絡を取り、関係者に自身の年齢のこと、自分に自信が無いことなどを正直に話したところ、「普通の34歳だったら声をかけてませんが、しっかり経歴のある34歳なので、年齢は全くマイナスにならない」と自身を肯定する言葉を貰えたことでAV女優として表舞台に復帰することを決めた。またこの時、関係者からは「沢山悩んで考えて決めてください」と言われていたが、対面した帰り道に既にAV出演を決めていたと明かしている。
AV女優以降の芸名は自身で決めたもので、前名を残したかったので「金」の文字をそれぞれ姓に残し、金銀銅と松竹梅とどちらも1番にくる漢字をつなげて「金松」の姓にした。季歩は2文字の名前に憧れがあったことと姓名判断による。

### 家族
父は鉄工所で働き、母は専業主婦だった。姉、兄がいる。兄はダンサーである。

## 作品

### イメージDVD
金子智美名義
- また会いたかった（2014年12月1日、GRAVISION）
- 金子総選挙（2015年4月3日、GRAVISION）
- ヘビロテ注意報（2015年6月19日、竹書房）
- 金子てっぺんとりたいです（2015年10月16日、GRAVISION）
- マジすか金子!!（2016年1月29日、S-DIGITAL）※廃盤
- 溢れるキモチ（2016年5月26日、ECショップ男気屋）
- 交わるキモチ（2016年10月21日、イーネット・フロンティア）
- 乱れるキモチ（2017年3月17日、イーネット・フロンティア）
- 溺れるキモチ（2017年9月15日、株式会社REAL）
- しめり。（2017年12月17日、イーネット・フロンティア）
- 愛獣（2018年6月21日、イーネット・フロンティア）
- 女教師 ～濡れた放課後～/金子智美（2018年12月17日、双葉社）
- 秘蜜（2019年7月25日、イーネット・フロンティア）
- 淫情姉妹（2019年11月22日、イーネット・フロンティア）
- 欲望の翼（2020年5月22日、イーネット・フロンティア）
- 本能のままに（2020年12月18日、イーネット・フロンティア）
- ふしだらな女（2021年5月21日、竹書房）
- トライアングル ～淫らな性活～（2021年8月27日、竹書房）
- 妹にはナイショね…（2022年4月22日、竹書房）
- 純愛（2022年9月27日、エアーコントロール）
- 絶頂 〜快楽に溺れた女〜（2023年3月24日、竹書房）

金松季歩名義
- ♀（ヴィーナス）（2024年11月26日、エアーコントロール）
- Open Heart（2025年8月29日予定、エスデジタル）

### アダルトDVD
- 18Gold（2024年4月2日、MUTEKI）
- グラビア芸能人 金松季歩 S1専属決定!3本番（2024年7月9日、S1 NO.1 STYLE）[30]
- 大人系グラドル 金松季歩 エスワン第二章 曝け出し丸裸性交 初体験Special（2024年8月13日、S1 NO.1 STYLE）[50]
- グラビア芸能人 解禁 進撃の4本番（2024年9月10日、S1 NO.1 STYLE）[51]
- 激イキ340回！痙攣5800回！イキ潮2900cc！ グラビア芸能人 金松季歩 エロス覚醒 はじめての大・痙・攣スペシャル（2024年10月8日、S1 NO.1 STYLE）[52][53]
- グラビア芸能人 金松季歩　責めすぎて何が悪いの?（2024年11月12日、S1 NO.1 STYLE）[54]
- S1 PRECIOUS GIRLS 2024 オールスター24名大集合ハーレムアイランドSpecial（2024年12月10日、S1 NO.1 STYLE）
- グラビア芸能人 金松季歩 人生初の完全禁欲生活 自宅・すっぴん・プライベートを大公開 焦らして焦らして焦らしまくっておま●こブッ壊れるまで究極にイキまくった40日間の完全リアルガチドキュメント（2024年12月10日、S1 NO.1 STYLE）
- 出張先で軽蔑している中年セクハラ上司とまさかの相部屋に…朝まで続く絶倫性交に不覚にも感じてしまったFcup元グラドルOL（2025年1月14日、S1 NO.1 STYLE）
- エスワン20周年記念 AV業界史に残る最強タッグ作品 世界に誇る一流女優たちが極上ご奉仕してくれる 超S1級 ハーレム風俗フルコース（2025年1月28日、S1 NO.1 STYLE）
- 金松季歩と人生最高の射精体験へ ULTRA VIP GRAVURE 風俗10 with 4K（2025年2月11日、S1 NO.1 STYLE）
- 潮狂いオーガズム ハメ潮・失禁 尽き果てるまでイカセ飛ぶ!（2025年3月11日、S1 NO.1 STYLE）[55]
- 絶世の愛人と人生が狂うまで沼る 底なし不倫セックス（2025年4月8日、S1 NO.1 STYLE）[56]
- グラビア芸能人デカチン子宮絶頂 膣奥を解きほぐされて壊れたポルチオ大乱交（2025年5月13日、S1 NO.1 STYLE）
- メンエスでしようよ（2025年6月10日、S1 NO.1 STYLE）
- S1デビュー1周年記念 グラビア芸能人金松季歩 一般ユーザー遂に解禁! 総勢20名で痴女ってハメて混浴温泉でぶっかけまくった1泊2日のファン感謝祭（2025年7月8日、S1 NO.1 STYLE）
- 聖職者でありながら電車痴漢の虜になってしまった女教師（2025年8月12日、S1 NO.1 STYLE）
- 美人上司と愛妻家の僕、同じ部屋でベッドはひとつ。朝まで搾り尽くされた出張先NTR相部屋（2025年9月10日予定、S1 NO.1 STYLE）

### 動画
- 必撮! まるごと☆金子智美（2016年10月15日、アイロゴス）
- vol.75 Another Queen EX（2018年8月10日、CYBER CAFE）
- vol.84 Another Queen EX（2018年10月10日、CYBER CAFE）

### VR動画
金子智美 名義
- トライアル版 apartment Days! 金子智美（2017年11月24日、ファンタスティカ）
- act1 apartment Days! 金子智美（2017年12月1日、ファンタスティカ）
- apartment Days! 金子智美 act2（2017年12月15日、ファンタスティカ）
- 金子智美 Digital Remaster Version ～時間を超えて～（2020年6月12日、ファンタスティカ）※  apartment Days! 2作の合体リマスタ版

金松季歩 名義
- VR NO.1 STYLE グラビア芸能人＜金松季歩＞解禁 ずっと推しだったグラドルとSEXする世界線…（2024年11月3日、エスワン ナンバーワンスタイル）
- もうグラドルじゃない… AV女優‘金松季歩’全開!! 圧倒的なエロスの世界に惹き込む深い深い絶頂を繰り返すスローピストン からの、ダイナミックにイキ狂うギアチェン追撃ピストン（2025年4月21日、エスワン ナンバーワンスタイル）

### 写真集
金子智美名義
- BUNNY'S ANGEL（2018年1月24日、プリヴェコミュニケーションズ、撮影：野川イサム）ISBN 978-4-908692-79-6
- 美しい人（2021年10月21日、講談社、撮影：西條彰仁）ISBN 978-4-06-525893-4

金松季歩名義
- KIHO（2024年7月18日、双葉社、撮影：吉田裕之）ISBN 978-4-575-31888-3
- プレミアムヌードポーズブック（2025年1月21日、ジーオーティー、撮影：田村浩章）ISBN 978-4823608025
- Cosplay Fetish Book（2025年4月11日、ジーオーティー、撮影：田村浩章）ISBN 978-4823608483

### デジタル写真集
金子智美名義
- 抱きたい関係 金子智美 必撮! まるごと☆（2016年12月2日、アイロゴス）
- 美人女子大生の実態 金子智美 必撮! まるごと☆（2016年12月23日、アイロゴス）
- 曝け出す女医 金子智美 必撮! まるごと☆（2017年1月20日、アイロゴス）
- 働く女 金子智美 必撮! まるごと☆（2017年2月3日、アイロゴス）
- 【大容量227枚】金子智美 BEST vol.1 必撮! まるごと☆（2017年6月2日、アイロゴス）
- 同期の金子さん 金子智美 解禁グラビア写真集（2018年10月1日、サークルチェンジ）
- 患者さんと私 金子智美 解禁グラビア写真集（2018年11月1日、サークルチェンジ）
- ほかのこと考えてるでしょ? 金子智美 解禁グラビア写真集（2018年12月1日、サークルチェンジ）
- シャワールームの誘惑 金子智美 解禁グラビア写真集（2019年1月1日、サークルチェンジ）
- 金子智美全巻セット223枚収録!! 金子智美 解禁グラビア写真集（2019年3月1日、サークルチェンジ）
- 官能エクスペリエンス（2019年8月8日、双葉社、撮影：富田恭透）
- 森咲智美×金子智美 エロスの女王は私よ! 週刊ポストデジタル写真集（2020年12月25日、小学館、撮影：矢西誠二）
- Evolved Gravure「濡れた美ボディ」（2023年3月10日、PAD）
- Evolved Gravure「ヒートアップ」（2023年4月4日、PAD）
- 夢現（2023年9月14日、双葉社、撮影：西田幸樹）
- Another Queen 金子智美1 美脚写真集（2024年2月28日、Cyber Cafe、撮影：矢沢隆則）
- Another Queen 金子智美2 美脚写真集（2024年2月29日、Cyber Cafe、撮影：矢沢隆則）

金松季歩名義
- FLASHデジタル写真集R 金松季歩 決意の証（2024年4月26日、光文社、撮影：中山雅文）
- 絶対好きだよ 週刊ポストデジタル写真集（2024年7月5日、小学館、撮影：TADAO）
- 【デジタル限定】金松季歩ヌード写真集「KIHO＋」（2024年11月25日、双葉社、撮影：吉田裕之）
- FRIDAYデジタル写真集　SPARK （2025年3月7日、講談社、撮影：篠原潔）

### トレーディングカード
- AVC ジューシーハニーコレクションカード PLUS #24 山岸あや花、恋渕ももな、金松季歩、さくらわかな（2024年10月26日、株式会社ハバロッサ）

## 出演

### テレビ

#### 地上波
- ゴッドタン（2018年2月24日[62]、テレビ東京）
- 山里と100人の美女福女&ダメ女だらけのお騒がせSP（TBSテレビ）
- お願い!ランキング（2018年9月10日、テレビ朝日）
- じっくり聞いタロウ〜スター近況（秘）報告〜（2018年11月15日、テレビ東京）
- 村上マヨネーズのツッコませて頂きます!（2019年1月9日、フジテレビ [63]）
- 浜ちゃんが!（2022年5月11日、読売テレビ）- テレビに出たい爆走娘ダービー!

#### CS/BS放送
- クロちゃんのそんなに出すの!? 第10話（2017年3月15日、パチ・スロ サイトセブンTV）
- 笑福亭鶴光のオールナイトニッポン.TV@J:COM #15（2017年7月29日、J:COM）
- モデルプレスナイト（Kawaiian TV）
  - #93（2018年10月12日）
  - #98（2018年11月16日）
- モデルプレスナイトII（Kawaiian TV）
  - #1（2019年1月11日）
  - #6（2019年2月15日）
  - #11（2019年3月22日）
  - #16（2019年4月26日）
  - #19（2019年5月24日）
  - #22（2019年6月14日）
  - #25（2019年7月5日）
  - #32（2019年8月30日）
  - #36（2019年9月27日）
  - #38（2019年10月11日）
  - #44（2019年11月22日）
- あなたと温泉に行ったら…（フジテレビONE・フジテレビNEXT）
  - 四万温泉編（2022年4月28日）
  - 万座温泉編（2022年4月29日）
- もう!バカリズムさんの超H!（フジテレビONE）
  - #40（2022年12月26日）
  - #56（2024年9月29日） ※金松季歩名義

#### インターネット放送
- シノビマスター 閃乱カグラ NEW LINK WORLD2（ニコニコ動画）
- 給与明細 #4（2018年4月29日、AbemaTV）
- ピタットTV(水曜日)（占いTV） - ゲスト出演
- 千鳥のラブホテル探訪（AbemaTV）
- メシテロ嬢（Abema FRESH!）
- スリルな夜!（AbemaTV）- 準レギュラー
- 全国4都市行脚 全日本パリピ選手権 in東京 #3（2018年9月5日、AbemaTV） - 飲み会相手として出演
- 給与明細 #20（2018年9月9日、AbemaTV）
- 【バラステ】カズレーザーの「私って、美人ですよね?」 #8（2018年10月28日、AbemaTV）
- 給与明細 #34（2018年12月23日[64]、AbemaTV）
- 鶴瓶&ナイナイのちょっとあぶないお正月2025（2025年1月1日、ABEMA）- 話題の地面師たち美女[65]・ひとりサウナ美女役
- デスキスゲーム（2025年9月9日配信予定、Netflix）[66]

### ラジオ
- ねむチキ（2025年3月30日〈29日深夜〉[67]・4月6日〈5日深夜〉、TBSラジオ）

### オリジナルビデオ
- マン・ハンティング（2010年4月23日、アルバトロスフィルム）[11] - 「金子メグミ」役[12]
- ヒロインピンチオムニバス17 聖装戦士セラリオン（2016年12月23日、ZENピクチャーズ）[68] - 「セラリオン」役

### ショートムービー
- 降霊少女〜私を殺す夜〜（2017年9月30日）[69][70]

### イベント
- 格闘代理戦争4thシーズン#7(2019年5月18日 AbemaTV [71]) ラウンドガール
- 格闘代理戦争4thシーズン#11(2019年6月15日 AbemaTV [72]) ラウンドガール

## 掲載

### 雑誌
- FRIDAY (講談社)
- 週刊プレイボーイ (集英社)
- 週刊プレイボーイ増刊号 (集英社)
- 週刊大衆 (双葉社)
- EX MAX! (ぶんか社)
- 週刊ポスト (小学館)